# شعوب فينية

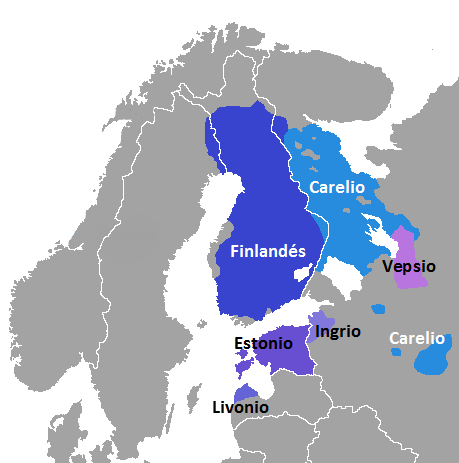
المنطقة اللغوية للغات الفينية

الفينيون مجموعة لغوية تاريخية تحدثت لغات فينية : فينيو البلطيق عاشوا بالقرب من بحر البلطيق، فينيو فولغا عاشوا بالقرب من نهر الفولغا ، والبيرميون الذين عاشوا في شمال وسط روسيا.
أكبر الممثلين الحاليين لفينيي البلطيق الذين حافظوا على لغاتهم هم الفنلنديون والإستونيون.
الممثلون الحاليون لفينيي الفولغا هم الماريون أو كيريمس الذين يعيشون في جمهورية ماري إل والموردفيون (بما في ذلك موكشا والإرزيون) من جمهورية موردوفيا في الاتحاد الروسي. جماعات أخرى من فينيي الفولغا مثل موروميون ، مريا ومشتشيرا التي اختفت سجلاتها منذ أمد بعيد.